# Le 5 schiave
Le 5 schiave (Marked Woman) è un film del 1937 diretto da Lloyd Bacon, prodotto da First National e Warner Bros.

## Trama

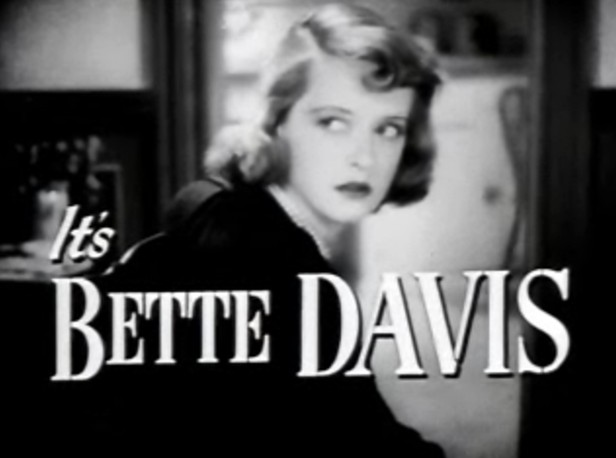
Bette Davis, nel ruolo di Mary, nel trailer del film

Mary Dwight Stauber, una entreneuse che lavora con quattro amiche in un locale del gangster Johnny Vanning, conosce una sera un giovane il quale le confida, sul taxi che li sta riaccompagnando a casa, di non avere i soldi per rimborsare il debito di gioco che ha accumulato durante la notte. Quando la polizia ne rinviene il cadavere, la ragazza è incriminata per l'omicidio dal procuratore David Graham, che da tempo cerca inutilmente di incastrare Vanning, e che spera che il timore di finire in galera spinga la ragazza a collaborare.  Al contrario, seguendo le indicazioni dell'abile avvocato che il boss ha ingaggiato, Mary inscena un doppio gioco riuscendo a screditare l'accusa agli occhi del tribunale.
Seppur scagionata da ogni accusa, a causa dello scandalo Mary perde la fiducia della giovane sorella Betty, alla quale pagava gli studi e a cui augurava un futuro diverso dal suo. Sarà la tragica morte di Betty, che ingenuamente cercava di seguire le orme della sorella maggiore, a farle prendere consapevolezza dei propri errori e a convincerla infine a schierarsi a fianco del procuratore contro Vanning.
Picchiata dagli scagnozzi di Vanning e sfigurata in volto da una cicatrice, la sua volontà si rafforzerà a tal punto da convincere anche le amiche a testimoniare.

## Distribuzione
Fu distribuito negli Stati Uniti a partire dal 10 aprile 1937.
In Italia fu presentato il 31 agosto 1937 alla 5ª Mostra internazionale d'arte cinematografica di Venezia dove Bette Davis vinse la Coppa Volpi alla miglior attrice. La distribuzione cinematografica fu invece vietata dalla censura; uscì nelle sale soltanto nel dopoguerra, nel febbraio 1946.

### Data di uscita
Le date di uscita internazionali sono state:
- 10 aprile 1937 negli Stati Uniti d'America
- 7 maggio in Francia (Femmes marquées)
- 6 agosto in Argentina (La mujer marcada)
- 31 agosto in Danimarca (Hvide Slaver)
- 31 agosto in Italia (Mostra di Venezia)
- 5 ottobre 1939 in Portogallo (A Mulher Marcada)
- 20 febbraio 1946 in Italia
- 5 maggio 1950 in Finlandia (Yön kasvot)
- 15 aprile 1966 in Svezia (Storstadsdesperados)

### Edizione italiana
Il doppiaggio italiano del 1946 fu realizzato dalla C.D.C.

### Edizioni home video
Il film fu distribuito in DVD-Video in America del Nord dalla Warner Home Video il 30 maggio 2006. Il DVD include come extra la featurette Marked Woman: Ripped from the Headlines, i corti Il destatuizzatore e Una serata al cinema e il trailer originale.
Il 24 gennaio 2014 il film fu distribuito in DVD in Italia dalla Terminal Video Italia su licenza Golem Video. La traccia audio in italiano presenta alcune battute in inglese a causa del deterioramento del materiale; esse sono dotate di sottotitoli, che sono tuttavia assenti per il resto del film. Il 6 maggio 2021 ne è stata distribuita una nuova edizione rimasterizzata ad opera della A&R Productions, che presenta audio e sottotitoli analoghi alla precedente ma include come extra una galleria fotografica, locandine e il trailer.

## Accoglienza

### Critica
(Mario Gromo, La Stampa, 1º settembre 1937)
(Rinaldo Dal Fabbro, Gazzetta di Venezia, 1º settembre 1937)
(Mario Meneghini, L'Osservatore Romano, 1º settembre 1937)
(Guglielmina Setti, Il Lavoro, 1º settembre 1937)
(Bianco e Nero, n. 9, settembre 1937)

## Riconoscimenti
- 1937 - Mostra internazionale d'arte cinematografica
  - Coppa Volpi per la migliore attrice a Bette Davis